# Okręg podunajski
Okręg podunajski (serb. Podunavski okrug / Подунавски округ) – okręg w centralno-wschodniej Serbii, w regionie Serbia Centralna.

## Podział administracyjny
Okręg dzieli się na następujące jednostki administracyjne:
- miasto Smederevo
- gmina Smederevska Palanka
- gmina Velika Plana

## Stosunki etniczne
- Serbowie 202 008 (96,1%)
- Romowie 2 541 (1,2%)
- Czarnogórcy 774 (0,4%)
- Macedończycy 555 (0,3%)
- Jugosłowianie 471 (0,2%)
- Chorwaci 326 (0,2%)
- Węgrzy 186 (0,1%)
- Rumuni 136 (0,1%)
- inni 3 293 (1,4%)